# Wong Choong Hann
Wong Choong Hann (født 17. februar 1977 i Kuala Lumpur) er en malaysisk badmintonspiller. Han har ingen større internationale mesterskabs titler, men kvalificerede sig til VM i 2003 hvor han tabte i finalen og fik en sølvmedalje. Han var udtaget til at repræsentere Malaysia ved sommer-OL 2008, hvor han overaskende røg ud i tredje runde, mod Hsieh Yu-Hsing fra Kinesiske Taipei.